# Памятник Мартину Лютеру (Эрфурт)
Памятник Мартину Лютеру — мемориал, сооружённый в честь главного инициатора и идейного вдохновителя Реформации Мартина Лютера в г. Эрфурт земля Тюрингия, Германия. Расположен на центральной площади Ангер возле евангелической Купеческой кирхи (Kaufmannskirche), в которой 22 октября 1522 года он проповедовал. Один из самых впечатляющих памятников Лютеру в Германии.
Мартин Лютер жил в Эрфурте между 1501 и 1511 годами, учился в местном университете, был монахом монастыря Августинского ордена Августинерклостер в течение нескольких лет после 1505 года.
В 1881—1883 годах общественность города собрала пожертвования в сумме 72000 марок на строительство памятника Лютеру. Заказ на его изготовление получил скульптор Фриц Шапер. Открытие монумента состоялось 30 октября 1889 года, накануне Дня Реформации.
Бронзовая статуя реформатора обращена к набережной Эрфурта, в левой руке держит открытую Библию, правая рука касается Священного Писания. На постаменте установлены бронзовые барельефы, изображающие фрагменты из жизни Лютера: в студенческие годы, вход Лютера в монастырь и праздничный приём в университете 6 апреля 1521 года.
На лицевой стороне изображён фрагмент библейский стих «Я не умру, но буду жить и провозглашать дело Господне».

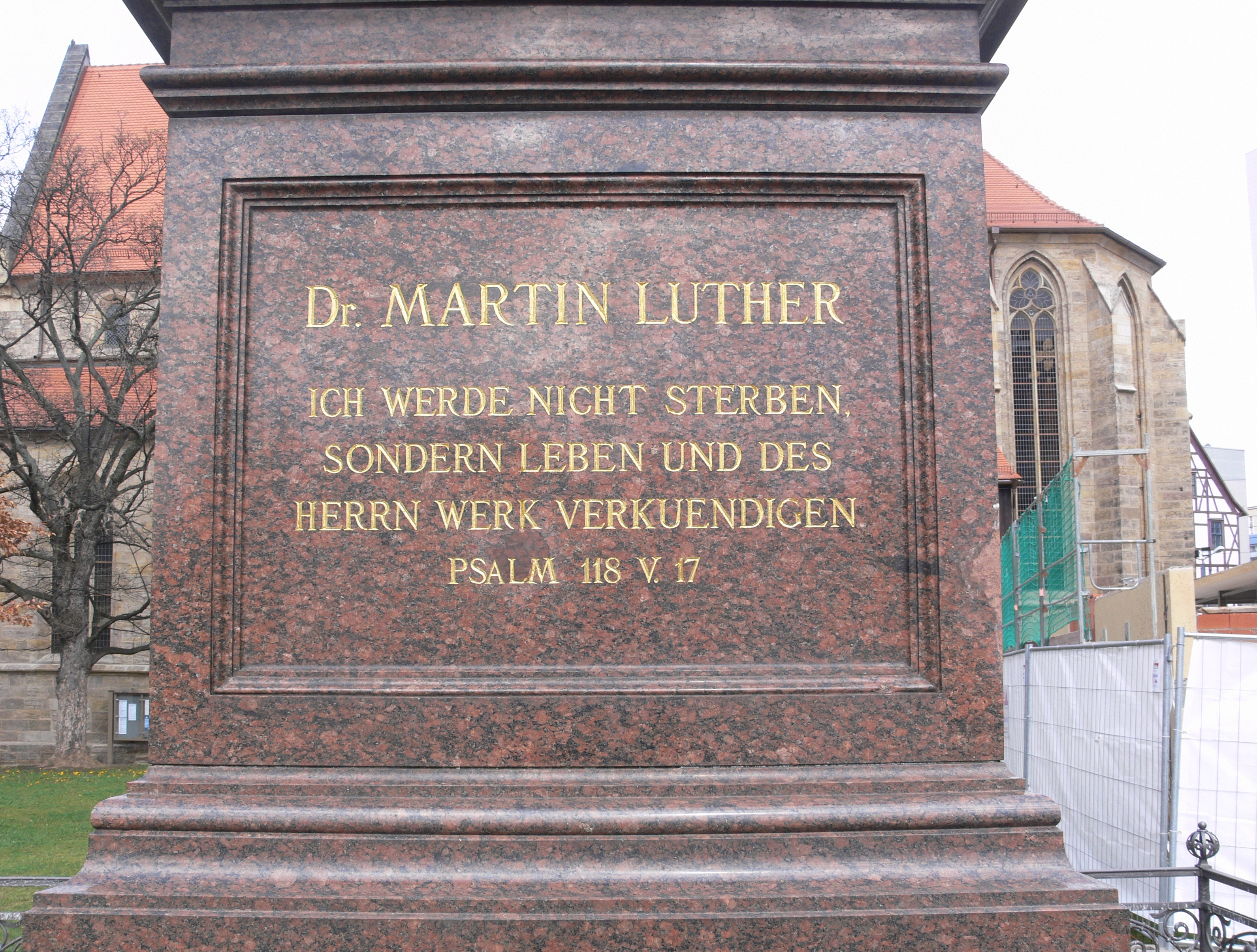
Лицевая сторона памятника
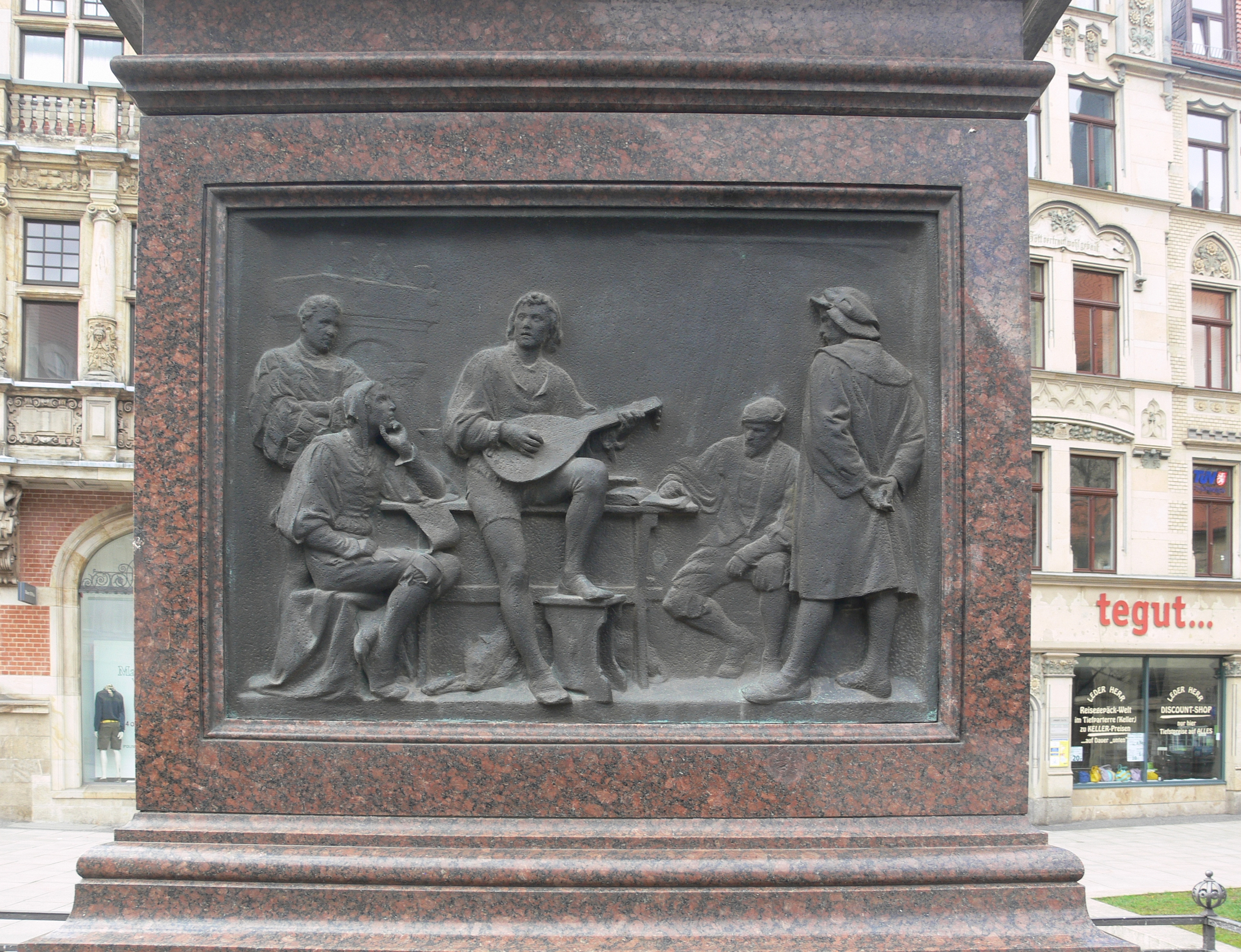
Лютер в студенческие годы
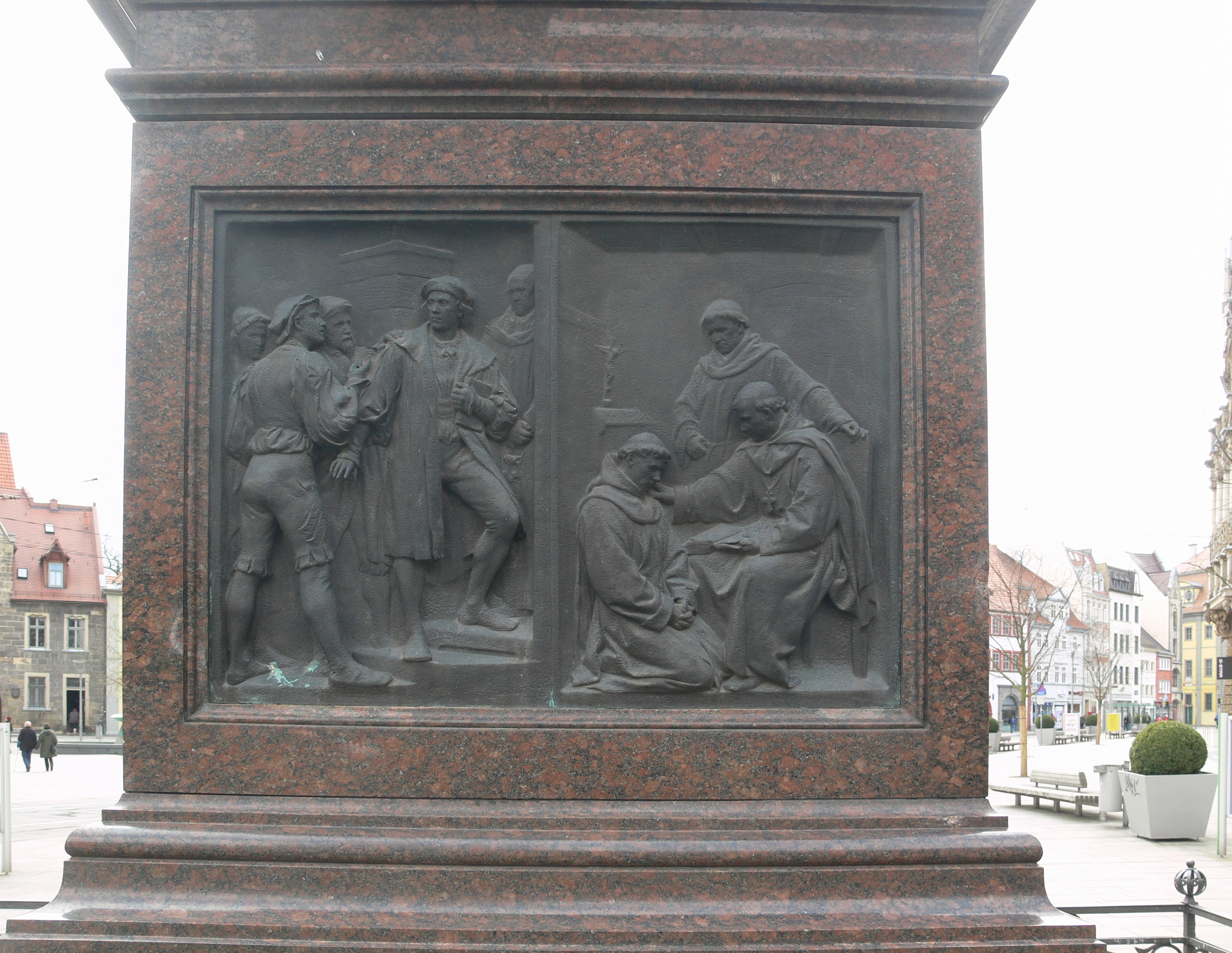
Вход Лютера в монастырь
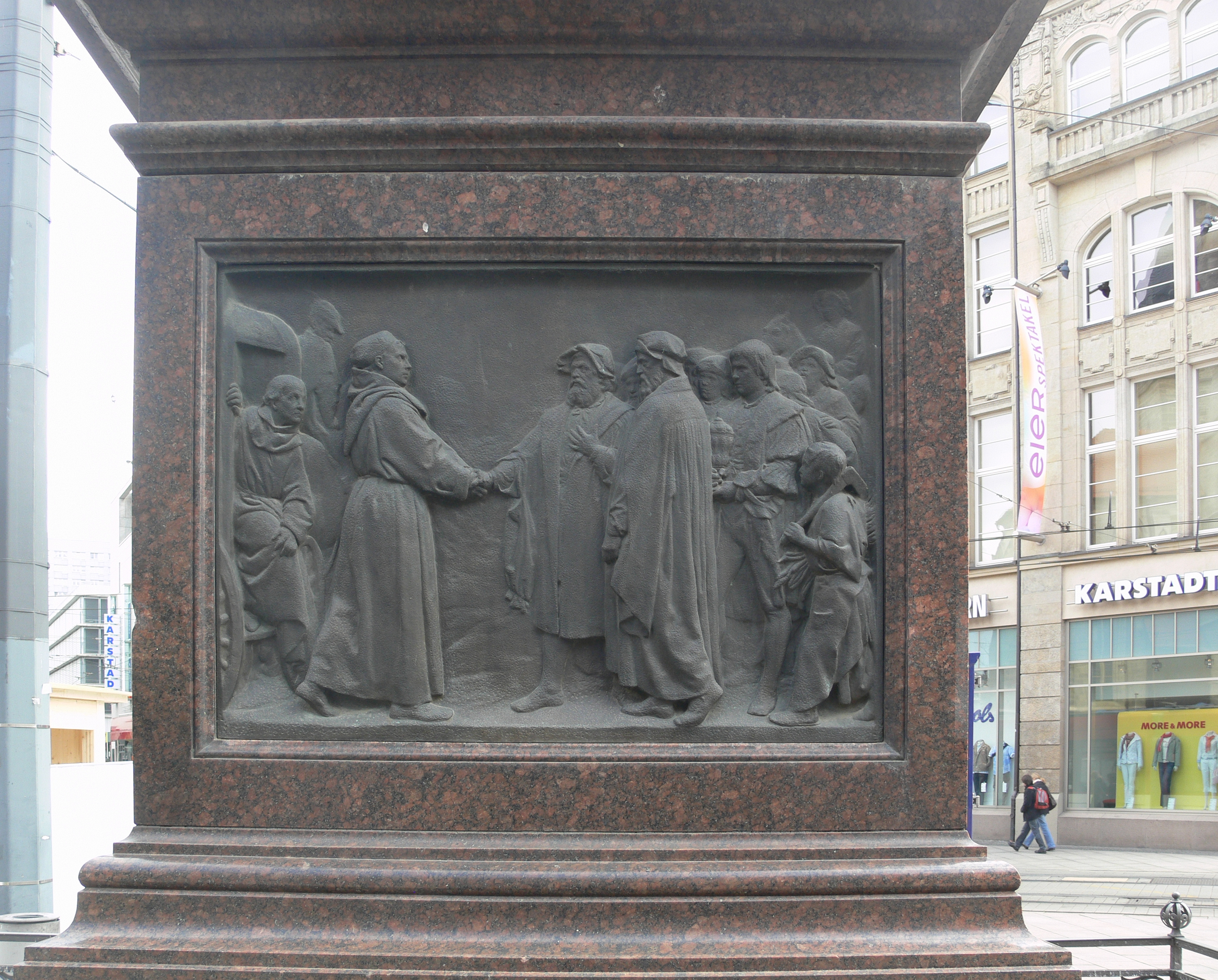
Праздничный приём Лютера в университете